# آرامگاه سلطان ابراهیم رضا
آرامگاه سلطان ابراهیم رضا مربوط به دوره تیموریان تا دوره قاجار است و در شهرستان درمیان، روستای نصرالدین واقع شده و این اثر در تاریخ ۱۱ مرداد ۱۳۷۶ با شمارهٔ ثبت ۱۸۸۵ به‌عنوان یکی از آثار ملی ایران به ثبت رسیده است.